# Grosz biały goleniowski
Biały grosz goleniowski – własna moneta Goleniowa, której przywilej emitowania miasto otrzymało w roku 1386.
Średniowieczne monety bite w XIV i XV wieku miały na rewersie dwa odwrócone do siebie półksiężyce z czterema gwiazdami. Symbol ten powstał najprawdopodobniej z połączenia herbu Leliwa z herbem Morgenstern przyniesionym przez niemieckich osadników. Na awersie monety umieszczano wyobrażenie gryfa.